# Adolf Schmal
Felix Adolf Schmal (18. srpna 1872, Dortmund – 28. srpna 1919, Salcburk) byl rakouský šermíř a závodní cyklista, olympijský vítěz. Účastnil se soutěží prvních novodobých olympijských her v roce 1896 v Athénách.

## Olympijské hry 1896
Účastnil se cyklistických soutěží na 333 metrů, 10 kilometrů, 100 kilometrů a v 12 hodinovém cyklistickém závodu. Nejlepší výsledek, první místo, dosáhl v 12 hodinovém vytrvalostním závodu, kde ujel ve vymezeném čase celkově 314,997 kilometrů, což ovšem bylo pouze o jedno kolo (333 metrů) více, než měl druhý závodník v pořadí Frank Keeping (Velká Británie). V závodě, který odstartoval v 7:20 hod, byli povoleni "vodiči". Jelo se za chladného počasí a deště. Schmal získal brzy náskok jednoho kola a i po 10 minutové přestávce v poledne tento náskok udržel před jediným dalším jezdcem, kterým byl Keeping. Dařilo se mu i o dva dny dříve v závodech na 333 metrů a na 10 kilometrů, když v obou dojel na třetím místě. V závodě na 333 metrů dosáhl stejného výkonu 26,0 sekundy jako Stamatios Nikolopoulos a proto se musel jet mezi nimi dodatečný závod, který Schmal ztratil o 1,2 sekundy, když zajel čas 26,6 sekund. V závodě na 10 km nestačil pouze na skvělé francouzské cyklistiy Massona a Flamenga. Závod na 100 kilometrů společně s dalšími sedmi cyklisty nedokončil, do cíle dojeli pouze dva závodníci z devíti.

Soutěžil také v šermu šavlí na šermířském turnaji. Tam se mu nevedlo příliš dobře, porazil pouze Georgia Iatridise a prohrál s Ioannisem Georgiadisem, Telemachosem Karakalosem a Holgerem Nielsen, takže se celkově umístil na čtvrtém místě z pěti šermířů. Je třeba však poznamenat, že původní soutěž, kdy měl již dvě vítězství, byla restartována po příchodu královské rodiny. 

Po ukončení aktivní sportovní kariéry se stal sportovním novinářem a vydavatelem novin. Jeho syn, Adolf Schmal Jr., který se narodil v Brně, soutěžil v roce 1912 na letních olympijských hrách ve Stockholmu bez významného úspěchu ve střelbě z pistole.